# Kilbourne (Illinois)
Kilbourne é uma vila localizada no estado americano de Illinois, no Condado de Mason.

## Demografia
Segundo o censo americano de 2000, a sua população era de 375 habitantes.
Em 2006, foi estimada uma população de 360, um decréscimo de 15 (-4.0%).

## Geografia
De acordo com o United States Census Bureau tem uma área de
2,8 km², dos quais 2,8 km² cobertos por terra e 0,0 km² cobertos por água. Kilbourne localiza-se a aproximadamente 143 m acima do nível do mar.

## Localidades na vizinhança
O diagrama seguinte representa as localidades num raio de 20 km ao redor de Kilbourne.